# Wetmoreana
Wetmoreana is een geslacht van schimmels uit de familie Teloschistaceae. De typesoort is Wetmoreana texana.

## Soorten
Volgens Index Fungorum telt het geslacht twee soorten (peildatum maart 2022):
| Soortnaam                                       | Auteur(s)                                     | Publicatiejaar |
| ----------------------------------------------- | --------------------------------------------- | -------------- |
| Wetmoreana brouardii (Amerikaanse citroenkorst) | (B. de Lesd.) Wilk & Søchting                 | 2020           |
| Wetmoreana texana                               | (Wetmore & Kärnefelt) Arup, Søchting & Frödén | 2013           |